# Garmūrt Noşratī
Garmūrt Noşratī (persiska: گرمورت, Garmūrt, گرمورت نصرتی) är en ort i Iran.   Den ligger i provinsen Lorestan, i den västra delen av landet, 400 km sydväst om huvudstaden Teheran. Garmūrt Noşratī ligger 1 182 meter över havet och antalet invånare är 173.
Terrängen runt Garmūrt Noşratī är kuperad åt nordost, men åt sydväst är den bergig. Runt Garmūrt Noşratī är det ganska tätbefolkat, med 72 invånare per kvadratkilometer. Närmaste större samhälle är Cham Khūcheh, 1,4 km sydväst om Garmūrt Noşratī. Omgivningarna runt Garmūrt Noşratī är i huvudsak ett öppet busklandskap.